# Aphodius solitarius
Aphodius solitarius là một loài bọ cánh cứng trong họ Scarabaeidae. Loài này được Petrovitz miêu tả khoa học năm 1961.